# Basila-Adele jezici
Basila-Adele jezici, jedna od šest užih skupina  potou-tano jezika, šire skupine nyo, koji se govore u zapadnoafričkim zemljama Benin, Togo i Gana. preko 73.000 govornika. 
Obuhvaća dva jezika, to su: adele u Togou i Gani s ukupno 27,300 govornika) i anii s ukupno 45.900 govornika u Beninu i Togou. Širu skupinu Potou-Tano čine sa skupinama Ega (jezik ega [ega]), lelemi, Logba (jezik logba [lgq]), potou i tano

## Vanjske poveznice
- Ethnologue (14th)
- Ethnologue (15th)